# Chay
Chay är en kommun i departementet Doubs i regionen Bourgogne-Franche-Comté i östra Frankrike. Kommunen ligger i kantonen Quingey som tillhör arrondissementet Besançon. År 2022 hade Chay 197 invånare.

## Befolkningsutveckling
Antalet invånare i kommunen Chay
Referens:INSEE